# Трекуанда
Трекуа̀нда (на италиански: Trequanda) е село и община в централна Италия, провинция Сиена, регион Тоскана. Разположено е на 453 m надморска височина. Населението на общината е 1380 души (към 2010 г.).